# الرياضة في السعودية

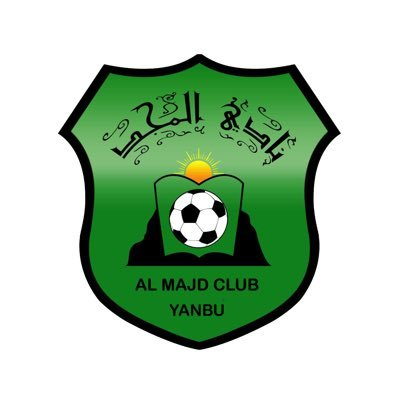
شعار نادي المجد

تعتبر رياضة كرة القدم في السعودية هي الرياضة الأكثر شهرة عن باقي الألعاب الرياضية المختلفة في السنوات الأخيرة، كما ازدادت شهرتها في ظل الوسائل الحديثة في عالم التواصل الاجتماعي، يتم تنظيمها تحت إشراف الاتحاد السعودي لكرة القدم الذي ينظم عدة مسابقات وهي دوري كأس الأمير محمد بن سلمان للمحترفين، وكأس الملك، وكأس ولي العهد، بالإضافة إلى دوري الدرجة الأولى، والدرجة الثانية، ودوري المناطق، ودوري المدارس الذي أطلقته وزارة الرياضة ووزارة التعليم في فبراير 2019، بالإضافة إلى مسابقات أخرى.

## كرة السلة
كرة السلة في السعودية تتقدم بشكل ملحوظ علي مدار الأعوام القليلة الماضية، انضم منتخب السعودية لكرة السلة إلى الاتحاد الدولي لكرة السلة في 1964، تم أنشاء الدوري السعودي الممتاز لكرة السلة عام 1977.

### نتائج

#### بطولة أمم آسيا لكرة السلة
| المركز     | البطولة                        | المضيف                   |
| ---------- | ------------------------------ | ------------------------ |
| 7          | بطولة أمم آسيا لكرة السلة 1989 | الصين                    |
| 9          | بطولة أمم آسيا لكرة السلة 1991 | كوبي                     |
| 6          | بطولة أمم آسيا لكرة السلة 1993 | أندونيسيا                |
| 6          | بطولة أمم آسيا لكرة السلة 1995 | كوريا الجنوبية           |
| 4          | بطولة أمم آسيا لكرة السلة 1997 | المملكة العربية السعودية |
| 3          | بطولة أمم آسيا لكرة السلة 1999 | اليابان                  |
| 8          | بطولة أمم آسيا لكرة السلة 2005 | الدوحة                   |
| 13         | بطولة أمم آسيا لكرة السلة 2013 | الفلبين                  |
| يحدد لاحقا | بطولة أمم آسيا لكرة السلة 2019 | يحدد لاحقا               |

#### الألعاب الآسيوية
- 1951-1974: "لم يتأهل"
- 1978: المرتبة 12
- 1982-86: "لم يتأهل"
- 1990: المركز التاسع
- 1994: المركز السابع
- 1998-2010: "لم يتأهل"
- 2014: المركز الثالث عشر
- 2018: "لم يتأهل"

#### بطولة الأمم العربية
- 1974-1975:؟
- 1978: الفضية
- 1981-1994:؟
- 1997:
- 1999-2005:؟
- 2007: البرونزية
- 2008: المركز الخامس
- 2009: المركز السابع
- 2010-2011:؟
- 2015: المركز الرابع
- 2017: المركز الرابع
- 2018:

### الأندية الحالية
| الفريق                           | المدينة، المقاطعة        |
| -------------------------------- | ------------------------ |
| النادي الأهلي السعودي لكرة السلة | جدة، منطقة مكة المكرمة   |
| نادي الأنصار لكرة السلة          | المدينة، منطقة المدينة   |
| نادي العربي السعودي لكرة السلة   | عنيزة، منطقة القصيم      |
| نادي الفتح لكرة السلة            | الأحساء، المنطقة الشرقية |
| نادي الهلال لكرة السلة           | الرياض، منطقة الرياض     |
| نادي الاتحاد السعودي لكرة السلة  | جدة، منطقة مكة المكرمة   |
| نادي أحد لكرة السلة              | المدينة، منطقة المدينة   |
| السلام                           | القطيف، المنطقة الشرقية  |
| الوحدة                           | مكة، منطقة مكة المكرمة   |
| نادي النصر لكرة السلة            | الرياض، منطقة الرياض     |

### المدربين
- لوفتي شيخاوي - 2011
- نيناد كردزيتش - 2013
- عبد الرحيم اختر - 2014
- باجراموفيتش - 2017
- علي السنحاني - 2018

## تاريخ إنشاء المنظمة الرياضية
دخلت الرياضة السعودية في المنطقة الشرقية عام 1358هـ-1938م، ثم نشأت الحركة الرياضية في المنطقة الوسطى في عام 1366هـ. وقد أطلق على تلك الفترة (1340 - 1372هـ) مرحلة التنظيمات الأساسية. وهي مرحلة تغيير بعض المفاهيم الاجتماعية حتى أضحت الرياضة ليست خروجاً عن الأدب والأخلاق الإسلامية، وتكوين قواعد تشجيع الرياضة والانتماءات الرياضية، وتعميم التنظيمات الإدارية في الأندية، وتطبيق القوانين واستراتيجيات اللعب الدولية، وسعودة الفرقة الرياضية، ثم تلتها مرحلة التنظيمات الحكومية (1373-
1390هـ) إذ تمثل بداية الأجهزة الحكومية بمسؤولية الإشراف وتنظيم وتطوير الحركة الرياضية، وبداية هذه المرحلة - حينما نشأ جهاز الإدارة العامة للرياضة البدنية والكشافة والتي كانت تعرف باسم (إدارة الشؤون الرياضية) بوزارة الداخلية.
وفي الأول من شهر ربيع الثاني عام 1380هـ صدر قرار مجلس الوزراء رقم 97 بنقل إدارة الشؤون الرياضية من وزارة الداخلية إلى وزارة المعارف تحت اسم (اللجنة الرياضية العليا).
ومنذ ذلك التاريخ أصبحت وزارة المعارف (وزارة التعليم حالياً) هي المسؤولة عن تنمية النشاط الرياضي بالقطاع الأهلي بالإضافة إلى
مسؤوليتها عن النشاط الرياضي في القطاع المدرسي وبذلك نقل الجهاز الرياضي من مكتب وزارة الداخلية في مكة المكرمة إلى مقر وزارة المعارف في الرياض.
وفي أوائل عام 1382هـ - 1962م، أسست في وزارة العمل والشؤون الاجتماعية إدارة جديدة باسم (إدارة رعاية الشباب)، تتولى مسؤوليات الإشراف على الحركة الرياضية في القطاع الأهلي. وبذلك انتقل الإشراف الرياضي من وزارة المعارف إلى وزارة
العمل والشؤون الاجتماعية.
ثم صدر قرار وزاري بتعيين الأمير خالد الفيصل مديراً عاماً لرعاية الشباب (1386 - 1391هـ)، ثم صدر قرار وزاري آخر (1391 - 1394هـ) بتعيين الأمير فيصل بن فهد بن عبد العزيز آل سعود مديراً عاماً لرعاية الشباب.
وفي عام 1394هـ - 1974م، انتهت علاقة وزارة العمل والشؤون الاجتماعية برعاية الشباب وارتبطت مباشرة بالمجلس الأعلى لرعاية الشباب.
يقول الأمير فيصل بن فهد بن عبد العزيز آل سعود الرئيس السابق للهيئة العامة لرعاية الشباب ‍الهيئة العامة لرعاية الشباب (الهيئة العامة للرياضة حاليا) يحدوها الأمل في إعداد جيل من الشباب يتقبل الحياة.. فرحاً بالحياة.. قادراً على متطلباتها.. واعياً لمسؤلياتها.. مؤمناً بدوره فيها.

## إنجازات المنتخب السعودي
تأهل المنتخب السعودي إلى كأس العالم لكرة القدم 5 مرات على التوالي في الأعوام 1994 و1998 و2002 و2006 و2018،  كما حقق المنتخب السعودي لبطولة كأس أمم آسيا 3 مرات في أعوام 1984 و1988 و1996، ويشارك المنتخب السعودي ببطولة كأس الخليج العربي لكرة القدم وكأس آسيا بانتظام عدا انسحاب المنتخب السعودي من بطولة كأس آسيا 1976م وكأس الخليج 1990م. كما حصل المنتخب السعودي لذوي الاحتياجات الخاصة على كأس العالم لكرة القدم في السويد للمرة الرابعة عام 2018.

## المنتخبات الوطنية
1. المنتخب السعودي لكرة القدم
2. المنتخب السعودي لألعاب القوی
3. المنتخب السعودي لكرة اليد
4. المنتخب السعودي لتنس الطاولة
5. المنتخب السعودي لكرة الطائرة
6. المنتخب السعودي لكرة السلة
7. المنتخب السعودي للكريكيت
8. المنتخب السعودي لذوي الاحتياجات الخاصة[11]
9. المنتخب السعودي للجولف.[11]
10. المنتخب السعودي للرغبي
11. المنتخب السعودي لرفع الاثقال
12. منتخب السعودية تحت 19 سنة للكركيت

## ابتعاث المواهب
أطلقت الهيئة العامة للرياضة في السعودية في يونيو 2019، برنامجا لتطوير مواهب كرة القدم يتضمن ابتعاثهم إلى الخارج وإقامتهم لمدة أربع سنوات ضمن خطة فنية وبدنية وغذائية متكاملة.
كشفت المملكة العربية السعودية عن مشروع رياضي في يوليو 2020 يتم بموجبه التخطيط لإطلاق أكاديمية رياضية في فرنسا. وتركز على اكتشاف لاعبي كرة القدم الشباب داخل المملكة وخارجها. وكان للمواهب الناشئة التي يتم تدريبها على التراب الفرنسي فرصة الانضمام إلى نوادي كرة القدم برعاية سعودية.

## المشاريع والمبادرات الرياضية

### مشروع المسار الرياضي
في 19 مارس 2019 أطلق خادم الحرمين الشريفين الملك سلمان بن عبد العزيز آل سعود مشروع المسار الرياضي، وهو أحد مشاريع الرياض الأربعة الكبرى، وتقوم عليه لجنة المشاريع الكبرى برئاسة الأمير محمد بن سلمان آل سعود، ويمتد المشروع بطول 135 كيلو متراً، رابطاً بين وادي حنيفة في غرب الرياض ووادي السلي في شرقها.

### مشروع الاستثمار والتخصيص للأندية الرياضية
في 5 يونيو 2023 أطلق ولي العهد السعودي الأمير محمد بن سلمان آل سعود مشروع الاستثمار والتخصيص للأندية الرياضية لتحقيق مستهدفات رؤية السعودية 2030 في القطاع الرياضي، وللمشروع ثلاثة أهداف إستراتيجية هي:
- إيجاد فرص نوعية وبيئة جاذبة للاستثمار في القطاع الرياضي لتحقيق اقتصادٍ رياضي مستدام.
- رفع مستوى الاحترافية والحوكمة الإدارية والمالية في الأندية الرياضية.
- رفع مستوى الأندية وتطوير بنيتها التحتية لتقديم أفضل الخدمات للجماهير الرياضية.[15]

وأعلن وزير الرياضة عن نقل ملكية أندية الهلال والنصر والاتحاد والأهلي إلى صندوق الاستثمارات العامة، وعن نقل ملكية أربعة أندية سعودية أخرى بنقل ملكية نادي الدرعية إلى هيئة تطوير بوابة الدرعية، ونقل ملكية نادي القادسية إلى شركة ارامكو، ونقل ملكية نادي العلا إلى الهيئة الملكية لمحافظة العلا، ونقل ملكية نادي الصقور إلى شركة نيوم.
- في 31 ديسمبر 2023م أعلنت وزارة الرياضة السعودية بالتنسيق مع المركز الوطني للتخصيص عن تدشين المسار الثاني من مشروع الاستثمار والتخصيص للأندية الرياضية السعودية،[17] وتضمن المسار تسجيل اهتمام الجهات الراغبة في الاستثمار بالأندية الرياضية من داخل وخارج السعودية؛ وذلك في خطوة أولى للبدء بعملية الطرح.[18]
- في 2 يوليو 2024م وافق مجلس الوزراء السعودي على وثيقة مشروع تخصيص 14 نادياً رياضياً، ومنح الصلاحية للجنة الإشرافية للتخصيص في قطاع الرياضة بإصدار الموافقات على تخصيص الأندية الرياضية من الدرجات: (المحترفين، والأولى، والثانية، والثالثة، والرابعة).[19]
- في 3 يوليو 2024م أعلنت وزارة الرياضة بدء المرحلة الثانية من المسار الثاني في مشروع الاستثمار والتخصيص للأندية الرياضية، بالتنسيق مع المركز الوطني للتخصيص، وذلك بناءً على قرار مجلس الوزراء الصادر في 2 يوليو 2024م ، بالموافقة على وثيقة مشروع تخصيص (14) نادياً رياضياً من مختلف الدرجات. وتشمل هذه المرحلة، طرح ستة أندية رياضية للتخصيص أمام المستثمرين المحليين والدوليين، وهي: (الزلفي، النهضة، الأخدود، الأنصار، العروبة، الخلود)، حيث يمكن للمستثمرين الراغبين في المنافسة على هذه الأندية، الدخول على بوابة المستثمرين، عبر موقع المركز الوطني للتخصيص للتقديم، والحصول على الاشتراطات والمعلومات اللازمة، بدءاً من مطلع شهر أغسطس 2024م، ثم يتبع ذلك استكمال طرح بقية الأندية الثمانية، وهي: (الشعلة، هجر، النجمة، الرياض، الروضة، جدة، الترجي، الساحل).[20]
- في 24 يوليو 2025م أعلنت وزارة الرياضة، بالتعاون مع المركز الوطني للتخصيص، تخصيص أول ثلاثة أندية رياضية سعودية، من خلال الطرح العام، وانتقال ملكيتها إلى جهات استثمارية، والأندية هي: «نادي الزلفي» وانتقلت ملكيته إلى شركة نجوم السلام، و«نادي الخلود» انتقلت ملكيته إلى شركة "Harburg Group"، وانتقلت ملكية «نادي الأنصار» إلى شركة "عودة البلادي وأبناؤه".[21]

## بطولة كأس العالم للرياضات الإلكترونية
في 23 أكتوبر 2023 أعلن ولي العهد الأمير محمد بن سلمان آل سعود، خلال «مؤتمر الرياضة العالمية الجديدة»، عن إطلاق بطولة كأس العالم للرياضات الإلكترونية، وهو الحدث الأكبر من نوعه على مستوى العالم الذي تنظمه السعودية في الرياض سنوياً ابتداءً من صيف العام 2024. كما أعلن الأمير محمد عن إنشاء «مؤسسة كأس العالم للرياضات الإلكترونية» وهي مؤسسة غير ربحية ستتولى تنظيم البطولة.
وقد أقيمت النسخة الأولى من كأس العالم للرياضات الإلكترونية في «بوليفارد رياض سيتي» في العاصمة الرياض خلال الفترة من 2 يوليو حتى 25 أغسطس 2024م بتنظيم الاتحاد السعودي للرياضات الإلكترونية، وذلك بمشاركة أكثر من 2500 لاعب ولاعبة من مختلف الأندية الدولية، وبجوائز مالية بتجاوز 60 مليون دولار، وتعد الجوائز الأغلى في تاريخ قطاع الألعاب والرياضات الإلكترونية.